# Katona Klári
Katona Klári (Ráckeve, 1953. október 20. –) EMeRTon-díjas magyar énekesnő. Az első női előadó, akinek a magyar könnyűzene négy korszakalkotó beat énekesnője (Kovács Kati, Koncz Zsuzsa, Zalatnay Sarolta és Harangozó Teri) után önálló nagylemeze jelenhetett meg Magyarországon. Presser Gábortól kapott becenevén: Lárika.

## Pályája

### Kezdetek (1966–1976)
Énekelni 1966-ban, 13 évesen kezdett. Kezdetben a Kék Csillag, majd a Neoton együttes énekese, majd szólistaként folytatta. 1969-ben már énekelt a televízióban. 1970 nyarán már versenyzőként indult a Tessék választani!-n a Kíváncsi lennék rá és az Iránytű c. dalokkal. 1971-ben szerepelt az év eleji Made in Hungaryn és a nyári Táncdalfesztiválon. A Bővizű forrás című dalával az 1972-es Táncdalfesztiválon előadói díjat kapott. Később is rendszeresen szerepel hazai és külföldi tánczenei fesztiválokon.
A következő években olyan dalai váltak slágerré, mint a Szállj, kék madár, a Könnyek nélkül, a Voltál, és nem vagy itt, az Ő és én, az Akit szerettem, melyeknek szerzői Malek Miklós, Payer András, Gábor S. Pál, ill. Tolcsvay Béla voltak. 1975-ben a Made in Hungaryn első díjat nyert Koncz–Szenes: Ablak nincs az emberen című dalával, melyet eredetileg Kovács Katinak írtak. 1976-ban Isztambulban, Palma de Mallorcán és a sopoti fesztiválon lépett fel.

### Demjén-korszak (1976–1980)

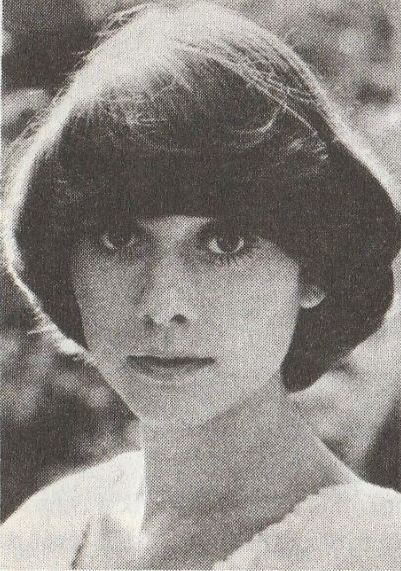
Tardos Péter Rock lexikon című könyvében megjelent portréja (Díner Tamás felvétele)

1976-tól a legtöbb dalát néhány éven át Demjén Ferenc írta, melyek közül rögtön az első, a Savanyú a csokoládé óriási siker lett, 1976-ban kislemezen is megjelent, 1977-ben pedig első nagylemezének címadó dala lett. Az albumon a Bergendy-együttes kíséri, néhány korábbi sikerüknek a feldolgozása is szerepel a lemezen (Az iskolatáska, Sohasem kérlek). Helyett kapott rajta egyebek mellett Ha a cipőm beszélni tudna c. Tessék választani!-versenydal, valamint Tolcsvay Béla Ez az utolsó c. szerzeménye is. A nagy lemezsiker után első díjat nyert a Metronóm ’77 fesztiválon, Demjén Tíz percet az évekből című dalával. 1978 elején folytatódott a sikerszéria Demjénnel, ugyanis februárban a Tessék választani!-n a Ne sírj c. dallal nyert előadói díjat. A dal egy feldolgozása az az évi Láthatod: boldog vagyok c. albumán is szerepelt, melyet a V’Moto-Rock kísért. Ez a nagylemez azonban újszerű hangzásával nem folytatta a sikerek sorát, így az énekesnő néhány évre Magyarországon háttérbe került, ám külföldön annál többet dolgozott. 1980-ban Kubában az év külföldi énekesnője lett. Itthon 1979-ben szovjet és NDK-beli slágerek magyar feldolgozásait énekelte, majd 1980-ban Nagy Tibor és Demjén Ferenc Megint c. rádiófelvétele készült el, melyet gyakran játszott a rádió, de az eredeti felvétel sem kis-, sem nagylemezen nem jelent meg, csak egy feldolgozás Nagy Tibor 1987-es szerzői lemezén.

### Presser-korszak (1981–1989)
1981-ben Presser Gáborral kezdett dolgozni, melynek „próbafelvétele” Gershwin Nyáridő c. dalának magyar nyelvű változata volt. 1981 végén a Titkaim c. album hozta élete legnagyobb sikerét, mely a Presser Gábor–Sztevanovity Dusán szerzőpárossal való ötéves együttműködés első darabja volt. Az LGT által kísért lemez mind a közönség, mind a szakma körében elismert volt, a művésznő Pop-Meccs szakmai szavazásán az év énekesnője díjat nyerte el 1982-ben. Az 1983-as Tessék választani!-n Presser–Sztevanovity szerzeményét, az Elvarázsolt dalt adja elő, mely csak három évvel később, feldolgozásban kerül lemezre, Elvarázsolt éj címmel. A dal eredetije Presser Electromantic c., 1982-ben megjelent instrumentális szólóalbumán szerepel. 1983-ban elkészül a Titkos szobák szerelme c. dal olasz nyelvű verziója, La casa mio dal chore címmel, mely kiadatlan maradt egészen 2012-ig, amikor a Hungaroton letölthető mp3 formátumban kiadta. A sikeres együttműködés következő két darabja az 1984-es Katona Klári c. és az 1986-os Éjszakai üzenet c. nagylemez volt, ez utóbbi hasonló sikereket ért el, mint a Titkaim c. album.
Ebben az időszakban több zenés darabban is szerepelt, 1984-ben Lionel Bart Olivér, 1985-ben pedig Victor Máté két művében, a János, a vitéz, illetve az Itt élned, halnod kell c. musicaljében énekelt.
Presserrel még egy közös albumot készített, az 1989-es Mozi címűt, melyen olyan előadók dalait dolgozták fel, mint a Bergendy-együttes, Vikidál Gyula, a Hobo Blues Band, Kovács Kati, Sztevanovity Zorán, Révész Sándor.

### Szerzői korszak (1992-től)
1992-től maga írja dalait, olyan zenész- és szerzőtársakkal kiegészülve, mint Szakcsi Lakatos Béla és Babos Gyula. Ebben az időszakban három stúdióalbuma jelent meg: az 1992-es ...neked, az 1996-os Fekete gyöngy és a 2001-es Most. Később több tévécsatornán szerepelt műsorvezetőként, majd a Magyar Telekom adománygyűjtő szolgáltatásának szóvivője, „arca” lett.
2003-ban Óvodás dalaim címmel gyerekeknek szóló lemezt jelentetett meg, amiből Zeneország címmel tévéműsort is készített.
2020-tól a Jelen hetilapban publikál művészeti, zenei témájú cikkeket.
Első férje a Neoton együttes basszusgitáros énekese Galácz Lajos volt,  majd Babos Gyula dzsesszgitáros felesége lett.

## Diszkográfia

### Stúdióalbumok (9)

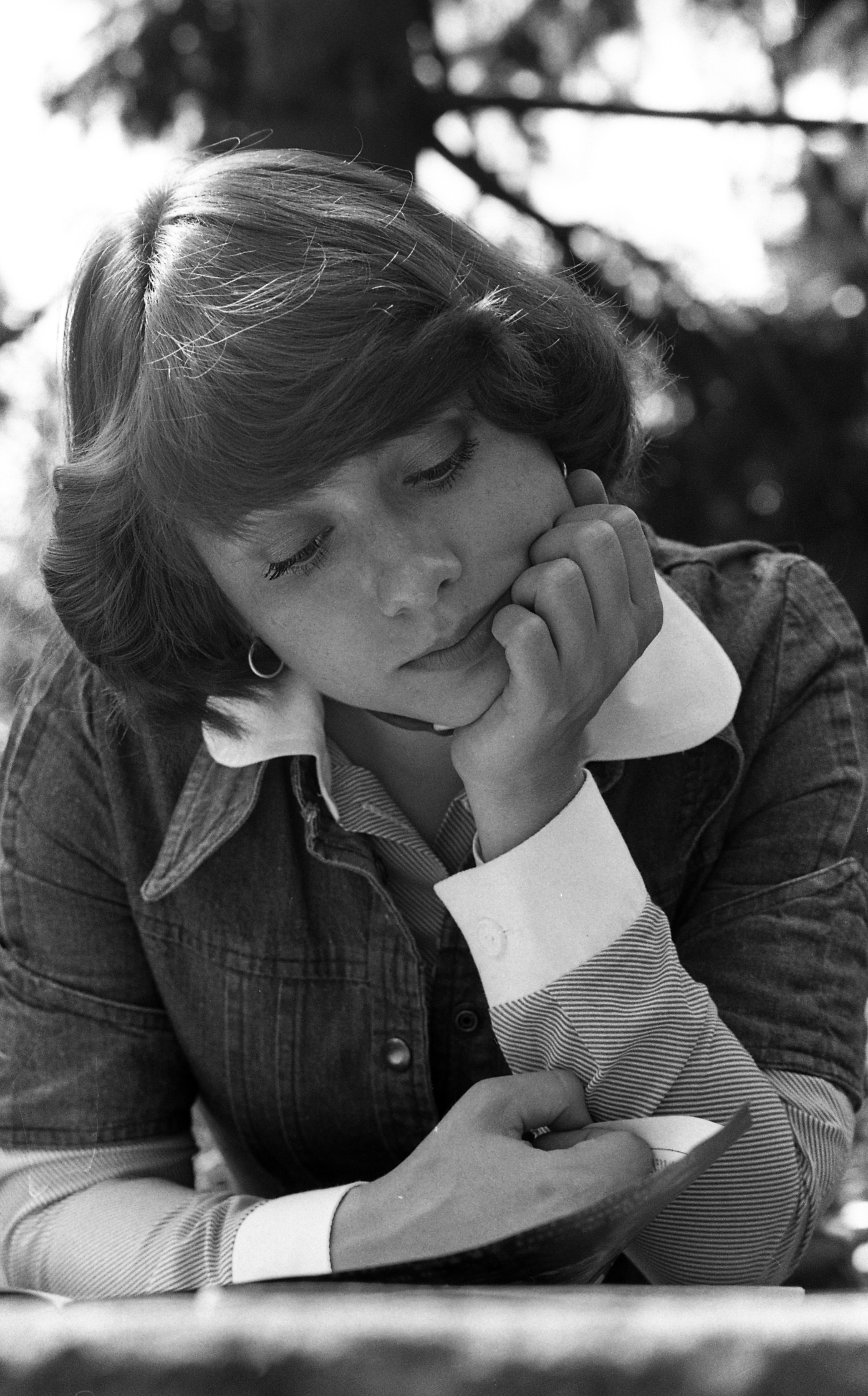
1976-ban

- 1977: Savanyú a csokoládé
- 1978: Láthatod: boldog vagyok
- 1981: Titkaim
- 1984: Katona Klári
- 1986: Éjszakai üzenet
- 1989: Mozi
- 1992: ...neked
- 1996: Fekete gyöngy
- 2001: Most

### Válogatásalbum
- 1990: Katona Klári

### Koncertlemezek
- 2002: Ünnep
- 2002: Ünnep (Dupla)

### Kislemezek
- 1971	Mikor rád talál a hajnal
- 1971	Üres a világ/Mért kell búcsúzni mindig
- 1972	Álom, mutasd meg nekem
- 1972	Pillanat
- 1973	Vérpiros fátyol
- 1972	Bővízű forrás
- 1973	Tudom, tudom
- 1973	Szállj, kék madár
- 1973	Könnyek nélkül
- 1973	Megbánja még
- 1974	Menni kell
- 1974	Voltál, és nem vagy itt
- 1975	Nincs ablak az emberen
- 1975	Semmit nem jelent
- 1977	Savanyú a csokoládé/Akit szerettem
- 1977	Egy fiú és egy lány/A szerelmem voltál
- 1977	Tíz percet az évekből
- 1978	Ne sírj
- 1978	Láthatod, boldog vagyok/Többismeretlenes egyenlet
- 1978	Ne sírj (angolul)/Tíz percet az évekből (angolul)

### Legnagyobb slágerei
- 1972: Bővízű forrás
- 1973: Szállj, kék madár
- 1973: Könnyek nélkül
- 1974: Egy fiú és egy lány (Ő és én)
- 1974: Menni kell
- 1975: Nincs ablak az emberen
- 1976: Kinél van egy forint...
- 1977: Savanyú a csokoládé
- 1977: Mesél a szemed
- 1977: Ha a cipőm beszélni tudna
- 1977: Tíz percet az évekből
- 1978: Ne sírj
- 1980: Megint
- 1981: Miért ne?
- 1981: Vigyél el
- 1981: Gömbölyű dal
- 1981: Hello
- 1981: Titkos szobák szerelme
- 1981: Miért nem próbálod meg velem?
- 1983: Elvarázsolt dal
- 1984: Amíg várok rád
- 1984: Ólomkatona
- 1984: Miért nem elég?
- 1984: Képzeld el
- 1986: Nagy találkozás
- 1986: Mama
- 1986: Legyen ünnep
- 1986: Éjszakai üzenet
- 1986: Mint a filmeken
- 1987: Boldog dal
- 1989: Csak a szívemet dobom eléd (a dal eredetijét Vikidál Gyula énekelte)
- 1989: Játssz még (A dal eredetijét: Kovács Kati és Sztevanovity Zorán énekelte)
- 1996: Így jó

### Kiadatlan rádió- és tévéfelvételek
- 1970 A pancsoló kisgyerek
- 1970 Nem leszek a játékszered
- 1970 Eszpresszóban
- 1970 Szomorú ősz
- 1970 Iránytű
- 1970 Kíváncsi lennék rá
- 1971 Elvarázsolt kastély
- 1971 Csukd be az ajtót
- 1971 Egyszer minden véget ér
- 1972 Egy kis tavasz, egy kis szerelem
- 1972 Mikor hozzám érsz
- 1973 Hull az elsárgult levél
- 1973 Ha érezted
- 1973 Ha szól az estharang
- 1976 Ébredj, hogy álmod lehessen
- 1976 Hol van már
- 1976 Kinél van egy forint
- 1979 Az asszony, aki mindig énekel (Gyerbenyev–Bradányi Iván)
- 1979 Egy szót sem szólt (Martin Hoffmann–Demjén Ferenc)
- 1979 Gyere most hozzám (Martin Hoffmann–S. Nagy István)[7]
- 1980 Megint (Nagy Tibor–Demjén Ferenc)
- 1981 Nyáridő
- 1981 Holnap, ki tudja, holnap látsz-e még? (Fényes Szabolcs–Mihály István)
- 1981 Mindig az a perc (Fényes Szabolcs–Mihály István)
- 1983 Elvarázsolt dal (Presser Gábor–Sztevanovity Dusán; elhangzott a Tessék választani!-n; második változata szintén kiadatlan volt, de 2013-ban kiadták mp3-ban, harmadik változata Elvarázsolt éj címmel 1986-ban megjelent az Éjszakai üzenet című albumon)
- 1989 Esik a hó

### Online kiadások
- 1982 La casa mio dal chore (Titkos szobák szerelme, olasz nyelven, online megjelenés: 2012)[3]
- 1982 Memory (Titkos szobák szerelme, angol nyelven)/Hello (Hello, angol nyelven, online megjelenés: 2012)
- 1983 Amíg várok rád/Elvarázsolt dal/Gyere (online megjelenés: 2012, ez lett volna eredetileg az „Első magyar óriás kislemez”)[8]
- 1984 When the Darkness Falls (Amíg várok rád, angol nyelven, online megjelenés: 2012)

### Közreműködik
| Év   | Album                                                                         | Dal                                                                       |
| ---- | ----------------------------------------------------------------------------- | ------------------------------------------------------------------------- |
| 1976 | Szállnak a darvak                                                             | Néha az kell, hogy dédelgess; Száll az éjen át e vallomás                 |
| 1981 | Baracknyílás idején (Horváth Jenő dalai)                                      | Fekete hajú kis gimnazista; Tizenhat éves volt és szőke                   |
| 1987 | Moziklip                                                                      | Boldog dal                                                                |
| 1996 | Mama kérlek                                                                   | Mama                                                                      |
| 1999 | Lebegés                                                                       | Kettőben a fél                                                            |
| 1999 | Legendák 13. / A 70-es évek kislemez slágerei – 1.                            | Savanyú a csokoládé                                                       |
| 1999 | Minden jót Mónica – Payer Öcsi slágerei a 60-as, 70-es évekből                | Könnyek nélkül                                                            |
| 1998 | A zeneszerző – Presser Gábor (talán) legszebb dalai                           | Majális                                                                   |
| 2000 | Kell még egy szó – Koltay Gábor filmjeinek és színpadi rendezéseinek zenéiből | Majális                                                                   |
| 2001 | Sláger slágerek 5. / Minden idők legnagyobb slágerei                          | Vigyél el                                                                 |
| 2001 | A zeneszerző 2. – Presser Gábor talán leghangosabb dalai                      | Mint a filmeken                                                           |
| 2002 | A zeneszerző 3. – Szerelmes dalok (Presser Gábor)                             | Titkos szobák szerelme, Amíg várok rád                                    |
| 2002 | Tolcsvay László: 12 nő                                                        | Hol késnek az angyalok                                                    |
| 2003 | Sláger slágerek – '90-es évek                                                 | Így jó                                                                    |
| 2004 | A zeneszerző 4. – Presser Gábor legszínházibb dalai (2CD)                     | Örökre szépek                                                             |
| 2004 | A szerelem évszakai/Tavasz – Nagy találkozás                                  | Amíg várok rád, Miért nem próbálod meg velem?, A nagy találkozás          |
| 2004 | A szerelem évszakai / Nyár – Nagyon kell, hogy szeress                        | Elvarázsolt éj                                                            |
| 2004 | A szerelem évszakai / Tél – Halott szenvedély                                 | Legyen ünnep, Egyszer volt, Hello, Miért nem elég, Titkos szobák szerelme |
| 2004 | Sajnos szeretem Zsütit – G.Dénes György dalszövegei                           | Ezt a nagy szerelmet tőled kaptam én                                      |
| 2005 | Sláger slágerek – Sláger dívák                                                | Hello                                                                     |
| 2006 | A 80-as évek magyar slágerei karaoke DVD 2                                    | Vigyél el                                                                 |
| 2006 | Kikötők – Nagy Tibor Magnus zeneszerző legnagyobb slágerei                    | Megint                                                                    |
| 2006 | Mama – Dalok édesanyáknak                                                     | Mama                                                                      |
| 2009 | Dívák és szerelmek                                                            | Hogyan szeresselek?                                                       |
| 2009 | Best Of A Zene                                                                | Fekete gyöngy                                                             |

## Díjai
- 1972 – Előadói díj – Táncdalfesztivál (Bővízű forrás)
- 1974 – A pozsonyi Lyra dalfesztivál nyertese
- 1975 – A Made in Hungary rádiós fesztivál I. helyezettje (Ablak nincs az emberen)
- 1976 – Az év Énekesnője az NDK-ban; sopoti fesztivál
- 1977 – A Metronóm'77 I. díjasa (Tíz percet az évekből)
- 1980 – Az év énekesnője Kubában és Lengyelországban
- 1981 – Az International Pop and Chanson Festival (Villach, Ausztria) négy kiosztott díjából kettőt neki ítéltek: az első díjat és az Osztrák Rádió (Ö-3) legjobb előadónak járó különdíját.
- 1982 – Pop-Meccs – Az év énekesnője
- 1983 – A  Magyar Rádió Elnökségének Nívódíja
- 1984 – A XV. Yamaha World Popular Song Festival: „Most Outstanding Performance Award” (A Legkiemelkedőbb Előadás Díja)
- 1984 – Pop-Meccs – Az év énekesnője
- 1986 – eMeRTon-díj
- 1987 – Az év énekesnője
- 1988 – A Szerzői Jogvédő Hivatal Díja a magyar zeneművek bemutatása terén végzett kiemelkedő tevékenységéért
- 1990 – Az évtized énekesnője (szakmai szavazatok alapján)
- 1995 – A Magyar Köztársasági Érdemrend kiskeresztje
- 2002 – Westel-Mahasz Arany Zsiráf Életműdíj
- 2002 – eMeRTon-díj – Az év legjobb női előadója
- 2003 – Gundel művészeti díj ()
- 2005 – példaértékű karitatív tevékenységéért „Pro Caritate”-díjat kapott dr. Göncz Kinga ifjúsági, családügyi, szociális és esélyegyenlőségi minisztertől.
- 2019 – Lions-díj[9]
- Pepita Oroszlán-díj (a külföldön legnagyobb példányszámban eladott magyar lemezért)

## Színházi szerep
A Színházi adattárban regisztrált bemutatóinak száma: 1.
| Darab          | Szerep | Színház                    | Bemutató           | Forrás |
| -------------- | ------ | -------------------------- | ------------------ | ------ |
| János, a vitéz | Iluska | Szegedi Szabadtéri Játékok | 1985. augusztus 9. | [ 11 ] |

## Filmszerepei
- Nyári kaland (tévéfilm, 1973)
- Moziklip (1987)

## Kötetei
- Kész szavak; Aréna 2000, Bp., 2005 + CD
- Titkaim, neked; följegyezte, összeáll. Zsohár Melinda; New Bridge, Bp., 1993 (Humphrey könyvei)
- Közelség (Budapest, Édesvíz Kiadó, 2017) ISBN 9789635298297[12]